# 891

## Esdeveniments
Països Catalans
Resta del món
- Guiu III de Spoleto és coronat emperador del Sacre Imperi
- Arnulf de Caríntia derrota els normands a Leuven (Bèlgica)
- Formós I esdevé Papa

## Naixements
Països Catalans
Resta del món
- 7 de gener - Còrdova (Califat de Còrdova): Abd-ar-Rahman III, primer califa de Còrdova (m. 961).

## Necrològiques
Països Catalans
Resta del món
- 14 de setembre - Esteve V, Papa.